# 107

107(백칠)은 106보다 크고 108보다 작은 자연수다.

## 수학
- 28번째 소수(素數)다. 앞의 소수는 103, 다음 소수는 쌍둥이 소수인 109다.
  - 8번째 안전 소수(↔ 53)다. 앞의 안전 소수는 83, 다음은 167이다.
- {\displaystyle 107=1^{2}+5^{2}+9^{2}}
  - 공차가 4인 세 자연수의 제곱합으로 나타낼 수 있는 가장 작은 수다. 이 성질을 지닌 다음 수는 140이다.

## 과학
- 보륨(Bh)의 원자번호.
- NGC 107: 고래자리 방향에 있는 나선은하.

## 교통

### 철도
- 수도권 전철 1호선 양주역의 역번호.
- 부산 도시철도 1호선 서대신역의 역번호.
- 대전 도시철도 1호선 서대전네거리역의 역번호.
- 광주 도시철도 1호선 양동시장역의 역번호.
- 대구 도시철도 1호선은 107번 역이 없고, 115번부터 시작한다.

### 도로
- 국도 제107호선
  - 일본 107번 국도: 이와테현 오후나토시에서 아키타현 유리혼조시까지 이어지는 일본의 국도.
  - 인도 107번 국도
- 기타 도로
  - 현도 제107호선

## 군사
- U-107: 독일의 군용 잠수함. 제1차 세계 대전에 사용된 1917년제 모델(영어판)과 제2차 세계 대전에 사용된 1940년제 모델(영어판)이 있다.

## 문화유산
- 대한민국의 국보 제107호: 백자 철화포도문 항아리
- 대한민국의 보물 제107호: 부여 보광사지 대보광선사비
- 대한민국의 사적 제107호: 강진 정약용 유적

## 방송
- 스카이라이프의 더라이프 채널 번호.
- 지니 TV의 채널 나우 채널 번호.
- B tv의 붐TV 채널 번호.
- U+ TV의 SPOTV 채널 번호.
- LG헬로비전의 SBS 스포츠 채널 번호.
- B tv 케이블의 동아TV 채널 번호.
- KT HCN의 씨네프 채널 번호.

## 기타
- 날짜: 1월 7일, 10월 7일
- 연도: 107년, 기원전 107년